# Putgarten
Putgarten ist eine Gemeinde im Landkreis Vorpommern-Rügen in Mecklenburg-Vorpommern (Deutschland). Die Gemeinde wird vom Amt Nord-Rügen mit Sitz in der Gemeinde Sagard verwaltet. Putgarten ist die nördlichste Gemeinde Mecklenburg-Vorpommerns.

## Geografie und Verkehr

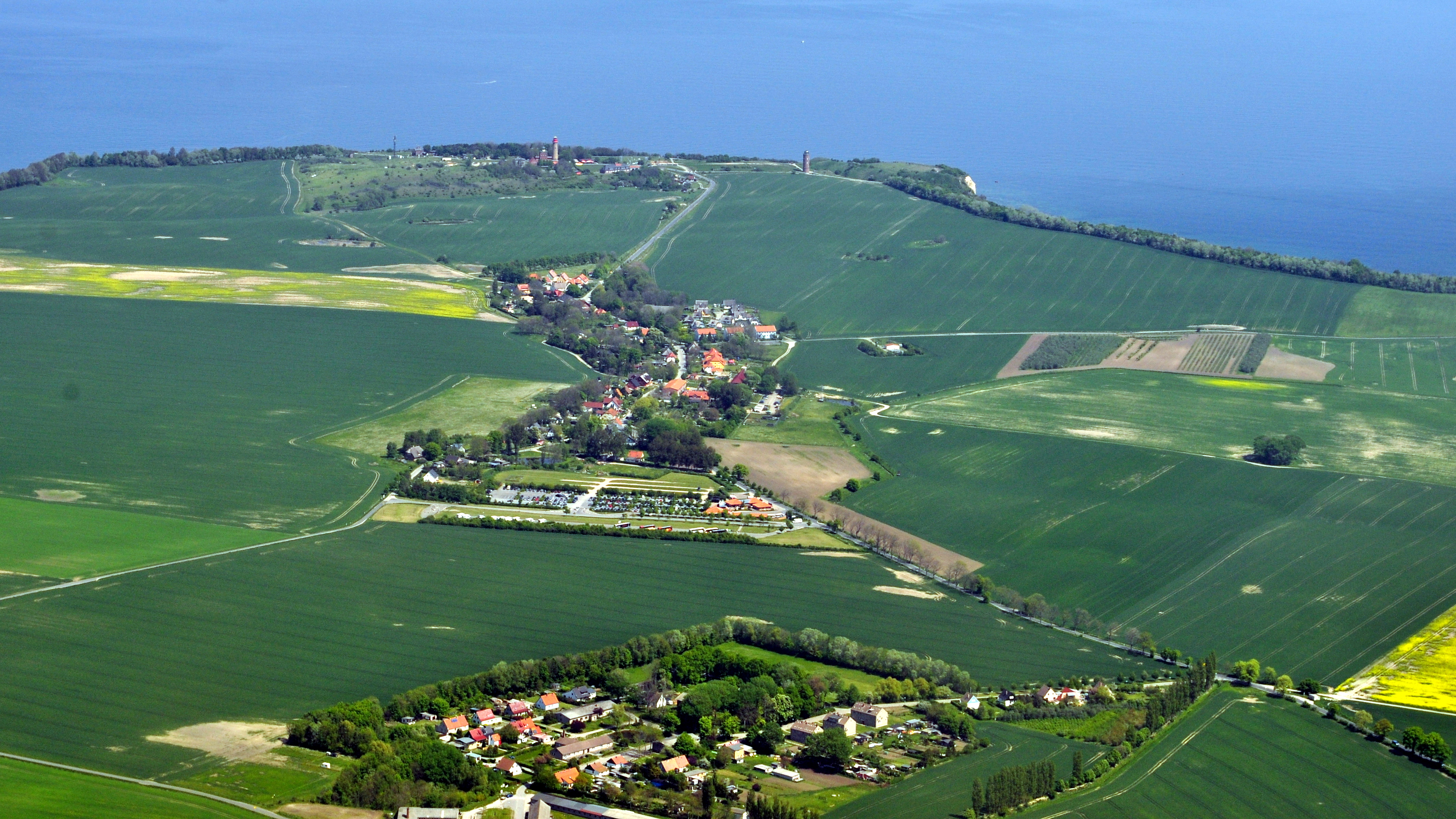
Putgarten (mittig), Fernlüttkevitz (unten) und Arkona (oben)

Putgarten liegt im nordöstlichen Teil der Halbinsel Wittow der Insel Rügen zwischen der Tromper Wiek im Osten und der offenen Ostsee im Norden. Das leicht hügelige Gemeindegebiet ist bis auf die Küstenwälder im Norden und Osten fast waldfrei und wird größtenteils landwirtschaftlich genutzt. Die höchsten Anhöhen befinden sich bei Kap Arkona und erreichen etwas über 40 Meter über NHN. Von dort fällt die Kliffküste steil zur Ostsee ab.
Bei Vitt befindet sich eine Erosionsrinne, geologisch Liete genannt, welche durch einen kleinen Bach in die Steilküste eingeschnitten wurde. In diese wurde der Ort Vitt, der als Gesamtanlage unter Denkmalschutz steht, hineingebaut. Lediglich die Kapelle befindet sich oberhalb der Liete.
Die Sehenswürdigkeiten sind ein Anziehungspunkt für eine Vielzahl von Touristen, die täglich, vor allem mit Bus und Pkw, anreisen. Putgarten und die Besuchsziele sind, außer für Anlieger, für den privaten Pkw- und Bus-Verkehr gesperrt. Am Südrand von Putgarten befindet sich deshalb ein großer Parkplatz, von dem aus Besucher in das Gebiet Arkona wandern oder Rad fahren können. Es besteht die Möglichkeit per Pendelverkehr in das Dorf Putgarten, nach Vitt oder zum Kap Arkona zu gelangen.
Putgarten ist die nördlichste Gemeinde Mecklenburg-Vorpommerns. Einzige Nachbargemeinde Putgartens ist Altenkirchen im Südwesten und Westen.

## Ortsteile
Zur Gemeinde gehören die Ortsteile:
- Arkona
- Fernlüttkevitz
- Goor
- Nobbin
- Putgarten
- Vitt
- Varnkevitz, Fahrradweg zum Hochufer, Campingplatz
- Wollin

## Geschichte
Putgarten
Putgarten war vom 6. bis zum 12. Jahrhundert eine Siedlung der Ranen. Der Name Putgarten leitet sich etymologisch vom polabischen püd, pud für „unter“ und gard, gord für „Burg“ im Sinne von „Unter der Burg“ her. Dies bezieht sich auf die Jaromarsburg. Putgarten gehörte bis zu deren Zerstörung zu dem dortigen Svantovit-Heiligtum.
Der Ort war bis 1326 Teil des Fürstentums Rügen und danach des Herzogtums Pommern. Mit dem Westfälischen Frieden von 1648 wurde Rügen und somit auch das Gebiet von Putgarten ein Teil von Schwedisch-Pommern. Im Jahr 1815 kam Putgarten als Teil von Neuvorpommern zur preußischen Provinz Pommern.
Seit 1818 gehörte Putgarten zum Kreis bzw. Landkreis Rügen. Nur in den Jahren von 1952 bis 1955 war es dem Kreis Bergen zugehörig. Die Gemeinde gehörte danach bis 1990 zum Kreis Rügen im Bezirk Rostock und wurde im selben Jahr Teil des Landes Mecklenburg-Vorpommern. Der seit 1990 wieder so bezeichnete Landkreis Rügen ging 2011 im Landkreis Vorpommern-Rügen auf.

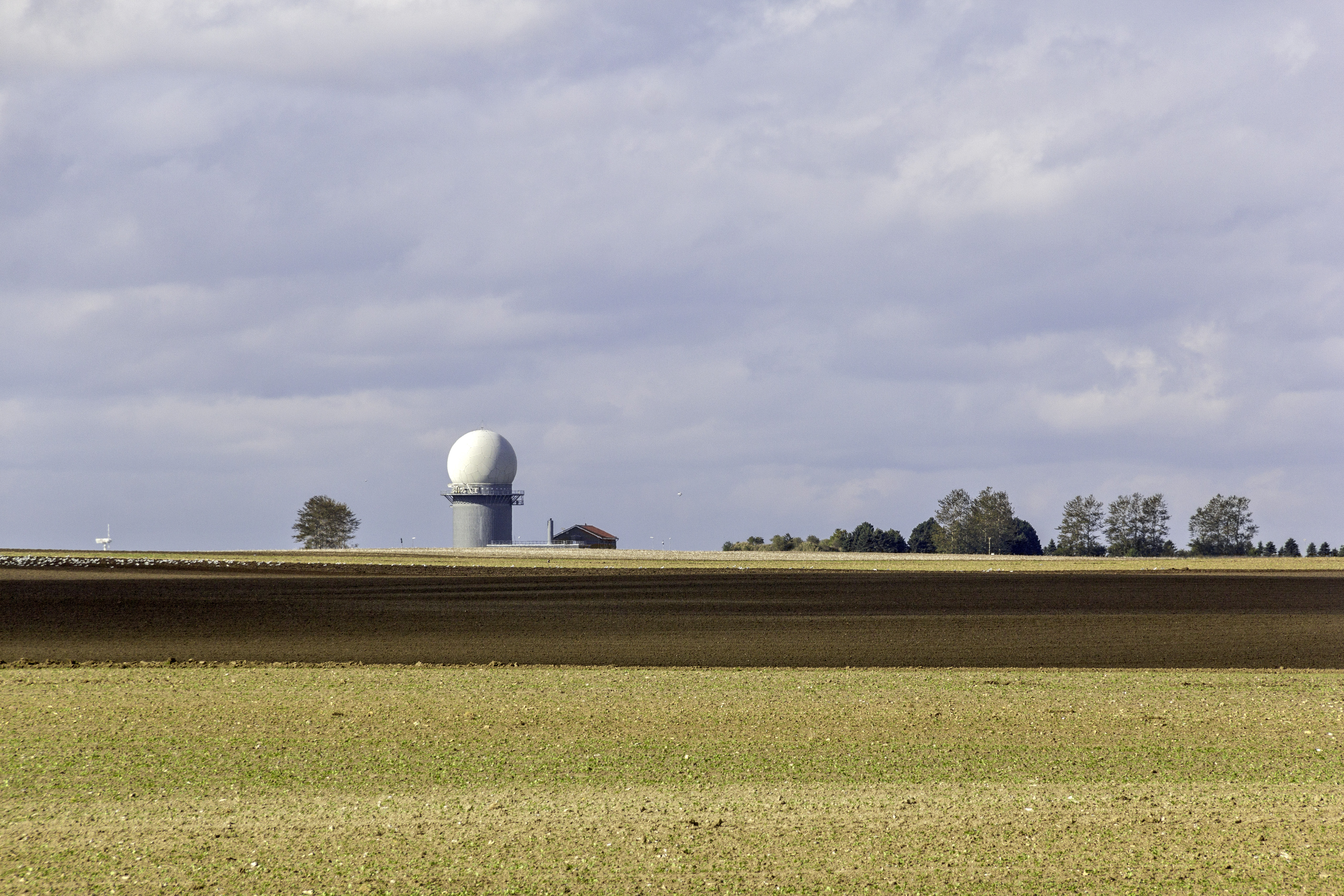
RRP 117-Radarstation bei Varnkevitz

Die westlich von Putgarten im Ortsteil Varnkevitz befindliche ehemalige NVA-Anlage ist jetzt eine RRP-117-Radarstation der Bundeswehr. Zudem wurde in Varnkevitz eine neolithische Rinderbestattung gefunden.
Nobbin
Arkona
Vitt

## Politik

### Gemeindevertretung und Bürgermeister
Der Gemeinderat besteht (inkl. Bürgermeisterin) aus 7 Mitgliedern. Die Wahl zum Gemeinderat am 26. Mai 2019 hatte folgende Ergebnisse:
| Partei/Bewerber      | Prozent | Sitze |
| -------------------- | ------- | ----- |
| CDU                  | 50,69   | 3     |
| FDP                  | 24,79   | 1     |
| Einzelbewerber Hippe | 13,22   | 1     |
| Einzelbewerber Mader | 11,29   | 1     |

Bürgermeisterin der Gemeinde ist Iris Möbius (CDU), sie wurde mit 57,98 % der Stimmen gewählt.

### Dienstsiegel
Die Gemeinde verfügt über kein amtlich genehmigtes Hoheitszeichen, weder Wappen noch Flagge. Als Dienstsiegel wird das kleine Landessiegel mit dem Wappenbild des Landesteils Vorpommern geführt. Es zeigt einen aufgerichteten Greifen mit aufgeworfenem Schweif und der Umschrift „GEMEINDE PUTGARTEN * LANDKREIS VORPOMMERN-RÜGEN“.

## Sehenswürdigkeiten
- Fischerdorf Vitt und Vitter Kapelle oberhalb des Ortes
- Kap Arkona mit den beiden Leuchttürmen, dem Peilturm und der Jaromarsburg
- Gut Putgarten – „Rügenhof Arkona“
- Das Naturschutzgebiet Nordufer Wittow mit Hohen Dielen
- Der Findling Siebenschneiderstein

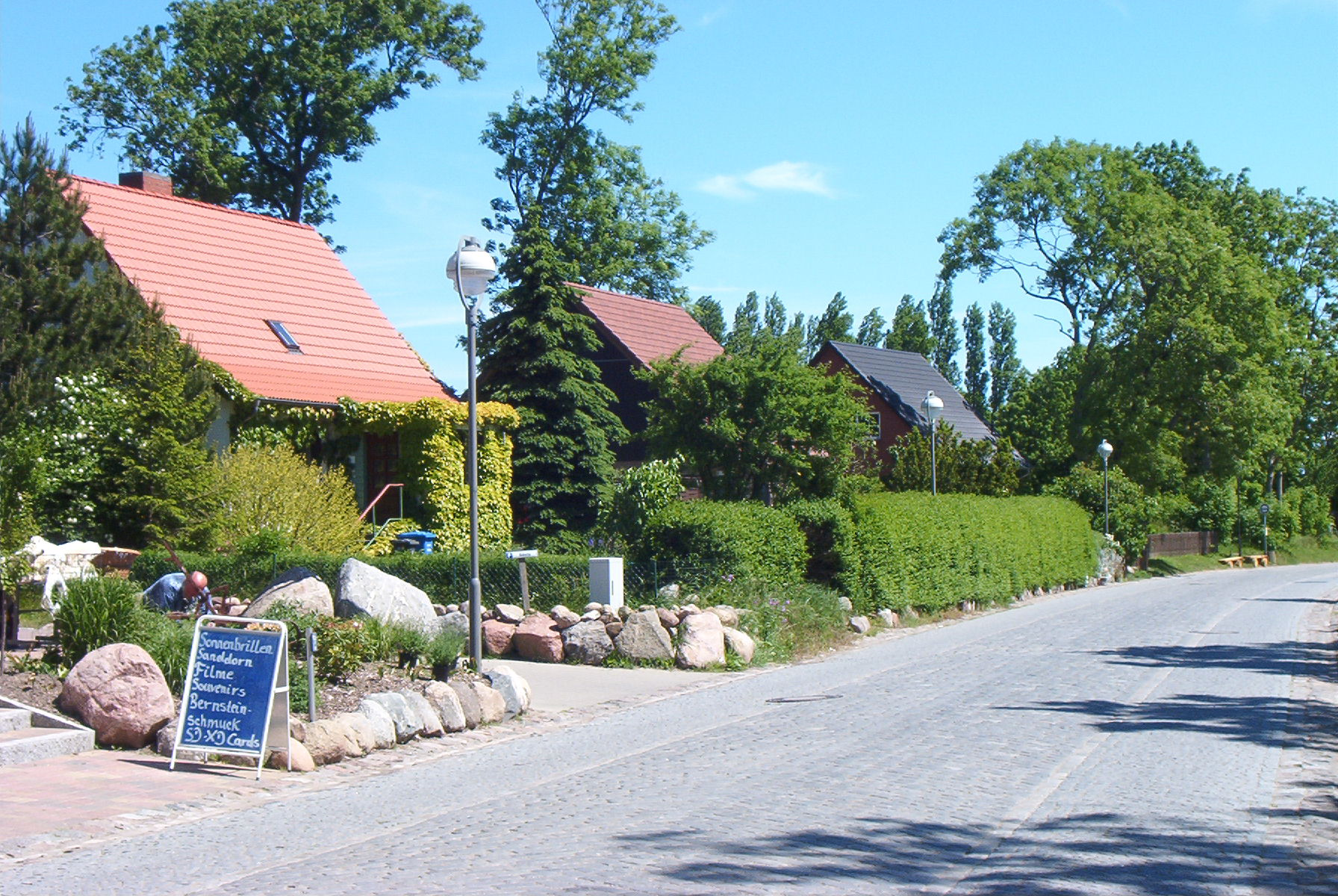
Putgarten – Ortsmitte
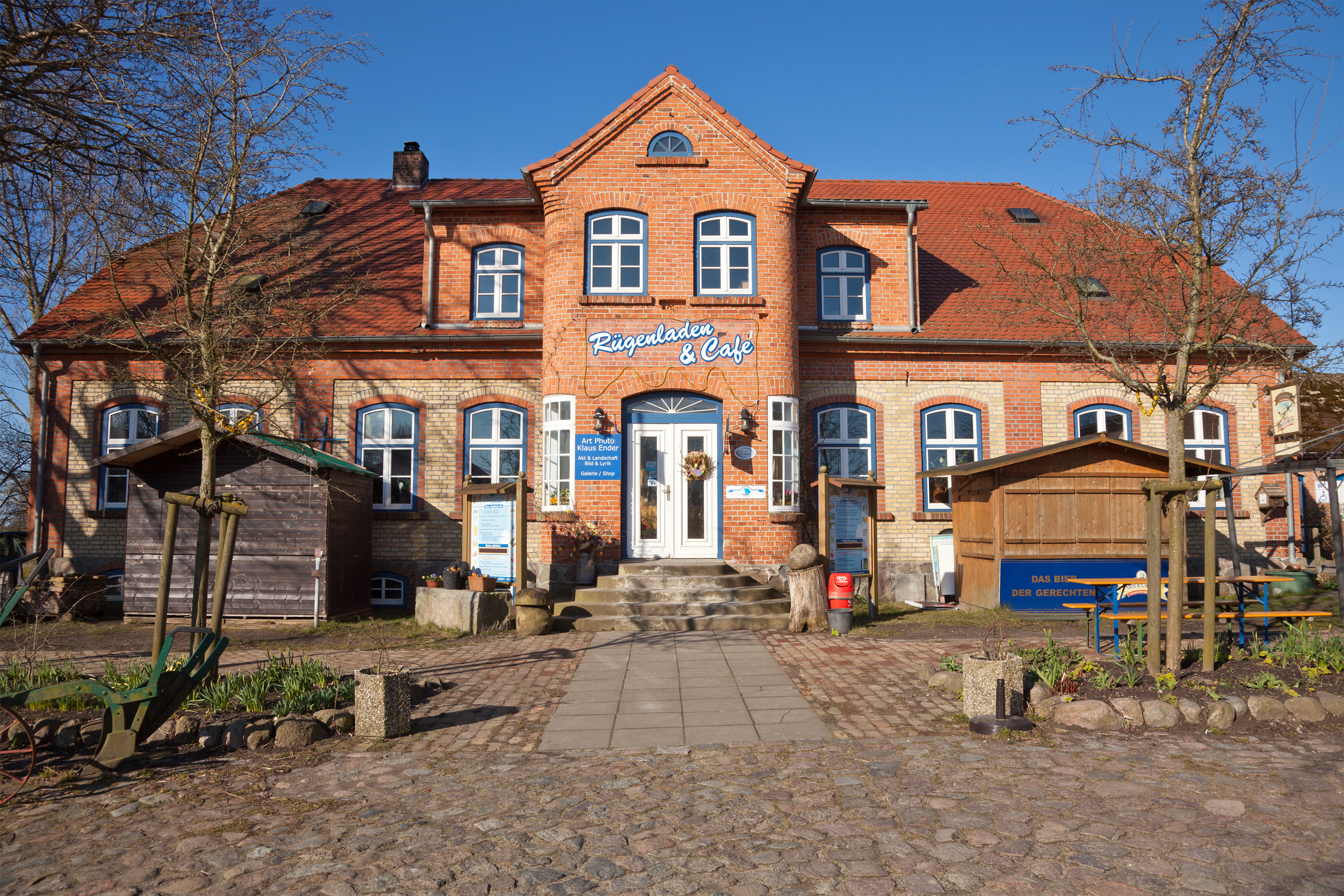
Putgarten – Gutshaus
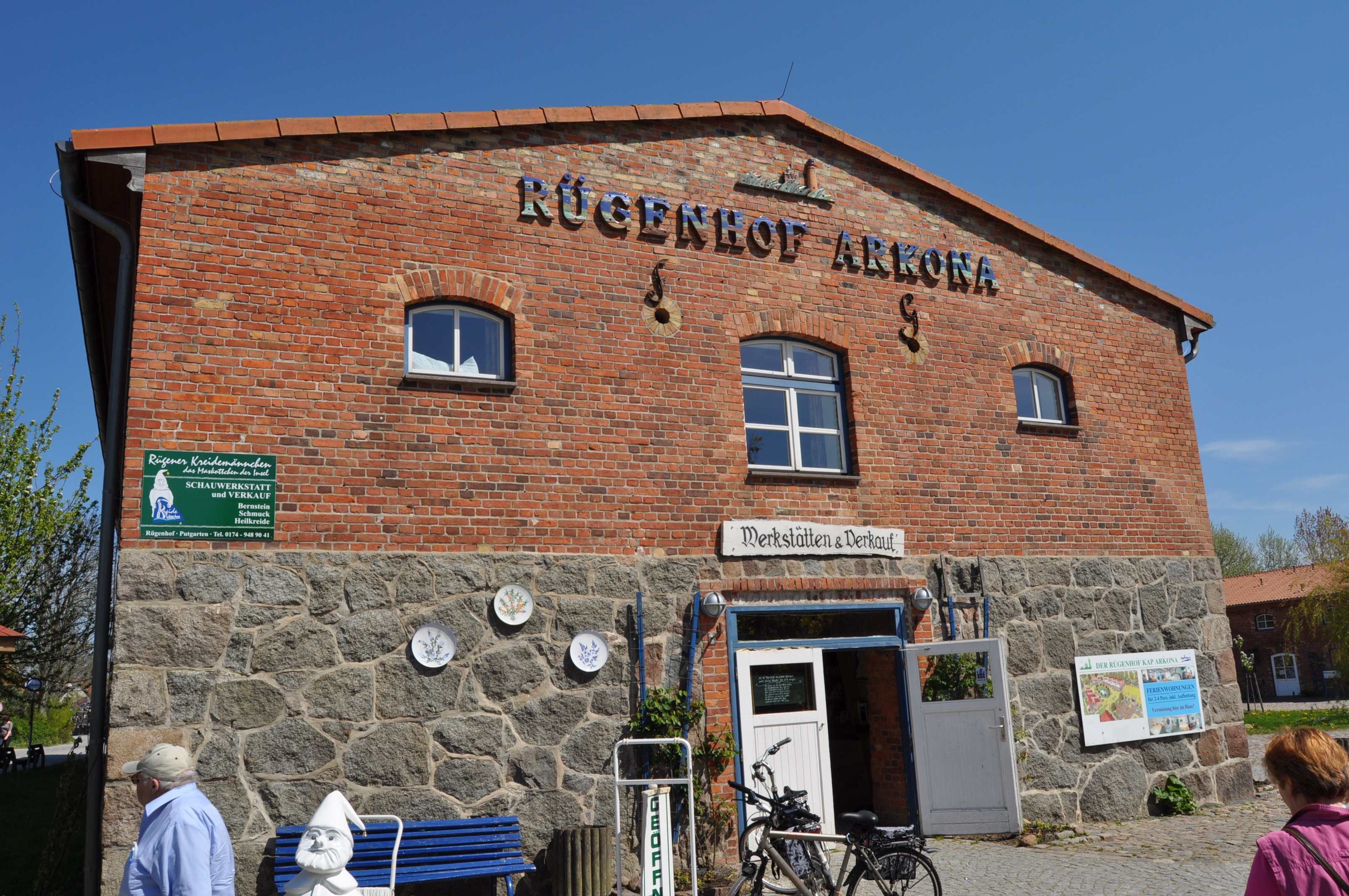
Stallspeicher Gut Putgarten – jetzt Handwerkermarkt
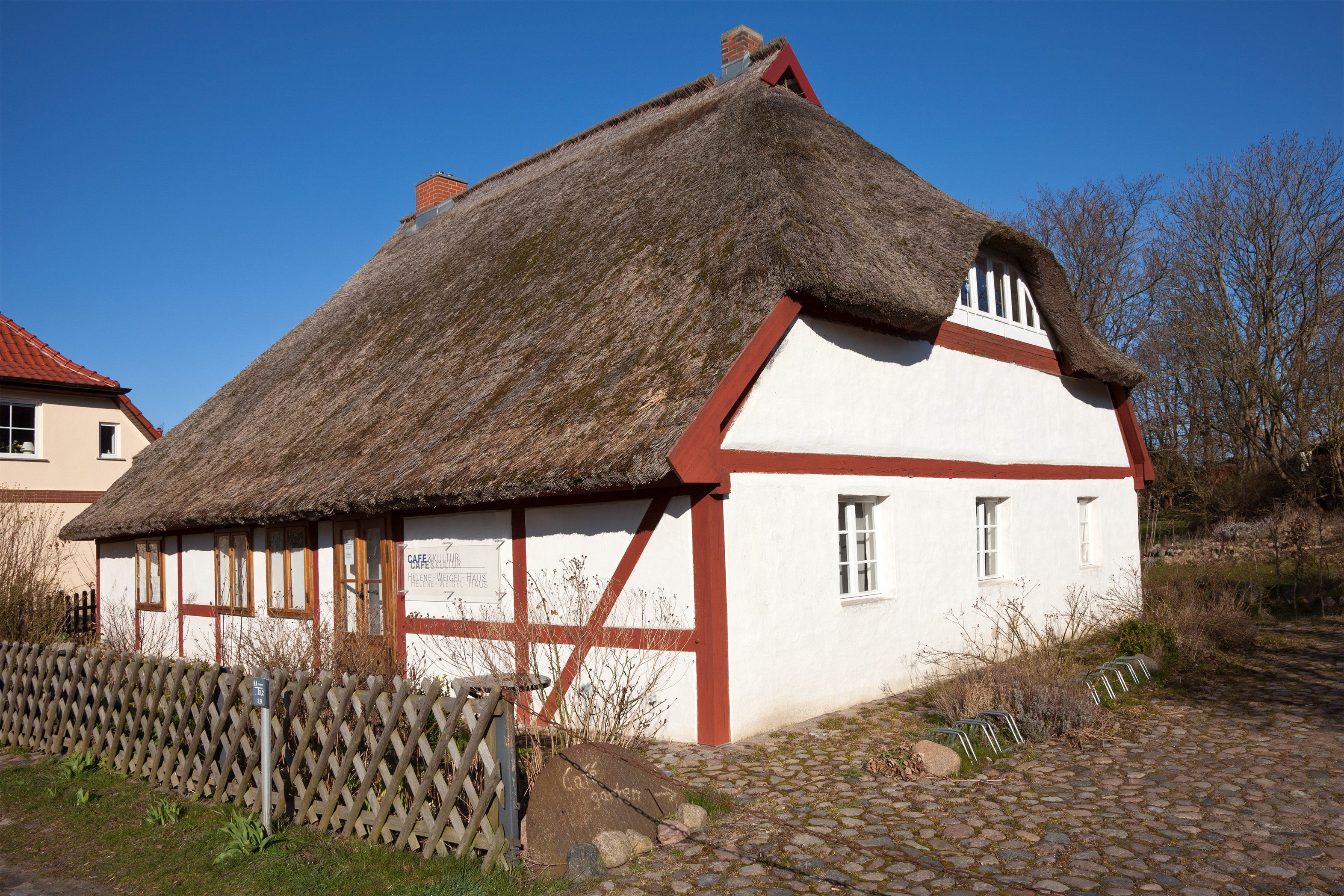
Helene-Weigel-Haus

## Rettungsschuppen der DGzRS

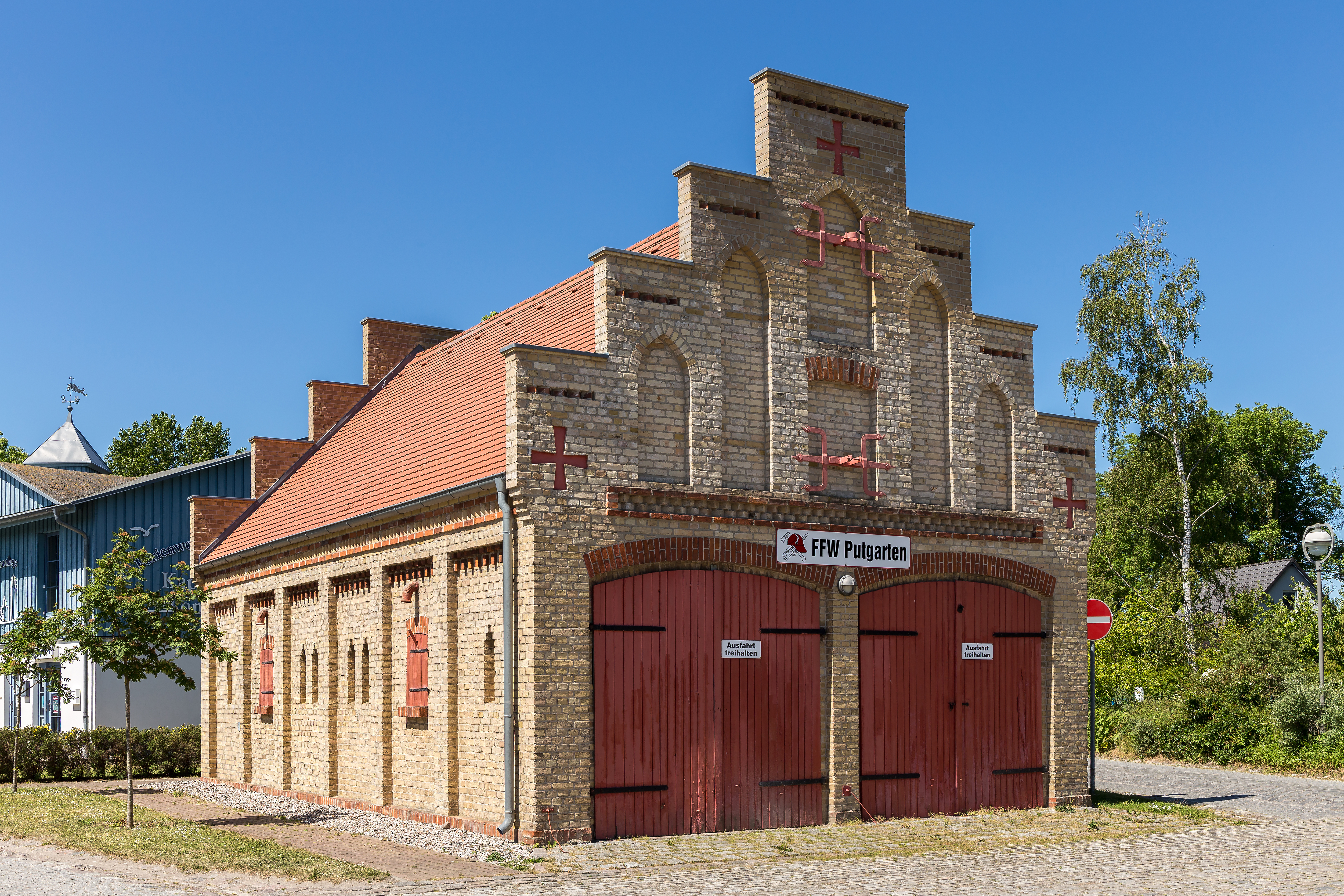
Alter Rettungsschuppen Putgarten

Der Neuvorpommersch-Rügenscher Verein zur Rettung Schiffbrüchiger hatte auf seiner Gründungsversammlung 1866 beschlossen in Putgarten eine erste eigene Rettungsstation zur Seenotrettung aufzubauen. Die bisher von Preußen staatlich organisierte Seenotrettung in den Rügenschen Gewässern war für die Gründungsväter nicht als ausreichend angesehen worden. Zu diesem Zweck hatte man ein Francis-Rettungsboot bei der späteren Reiherstiegwerft in Hamburg bestellt. Zur Unterbringung errichtete der Verein am westlichen Ortsausgang einen 2-ständigen Rettungsschuppen (Lagekarte), der heute noch erhalten ist. Im Oktober 1866 traf das 28-Fuß lange Boot (ca. 8,5 Meter) in Putgarten ein und erhielt den Namen RUGIA. Für den Transport zum Strand im Fischerdorf Vitt lagerte es auf einem Transportwagen, der im Rettungsschuppen Platz fand. Die Kosten für Boot und Schuppen waren durch Spenden, Beiträge, sonstigen Sammlungen und Einnahmen bei Konzerten aufgebracht worden. Die Mannschaft zur Besetzung des Rettungsbootes setzte sich aus ortsansässigen Fischern zusammen. Ihr Vormann kam aus Breege, ca. 8 km entfernt.
Nach dem 1868 erfolgten Beitritt des Vereins zur DGzRS wurden alle Stationen an der Ostsee einheitlich ausgestattet. Dazu gehörte auch ein Leinenwurfgerät. Seit 1866 hatten Versuche mit der Spandauer Raketentechnik stattgefundenen, die ab 1870 zur Einführung der Raketenapparate bei der DGzRS geführt hatten. Die Raketen erzielten weit günstigere Ergebnisse als die Mörser des englischen Erfinders George William Manby, bei dessen Technik die verschossenen Leinen schnell reißen konnten. Da die Küste im Nordosten von Rügen meistens steil und steinig ist, waren dies günstige Voraussetzungen dazu und erweiterten das Einsatzspektrum der Station. Die Stationslisten der DGzRS der Jahre 1888 und 1913 führen für Putgarten ein Boot mit Namen KONSUL H. H. MEIER auf.
Die Station in Putgarten wurde 1937 aufgegeben, den alten Rettungsschuppen nutzt heute die Freiwillige Feuerwehr.